# 般奴紅星
般奴紅星（捷克語：Rudá Hvězda Brno）是一支位於捷克已不存在的足球會。足球會於1952年作為一支警察俱樂部成立，並立即在第二級聯賽中開始比賽。布爾諾著名球會布爾諾斯巴達（TJ Spartak ZJŠ Brno）降級至第三級聯賽，並不得不讓出更好的球員給般奴紅星。1956年般奴紅星升上頂級聯賽，並在捷克斯洛伐克甲組足球聯賽中參與個賽季。1960年，般奴紅星在決賽中擊敗布拉格戴拿模贏得斯巴達克盃（Spartakíadní Pohár）冠軍，雖然斯巴達克盃並不視為官方賽事，但這使他們獲得首屆歐洲盃賽冠軍盃參賽資格。在1960/61賽季結束後，般奴紅星與布爾諾斯巴達合併，成為現在的般奴足球會。

## 榮譽
- 斯巴達克盃（Spartakíadní Pohár）: 1959/60

## 歐洲賽紀錄
- Q = 預賽
- 1/4 = 四分之一決賽

| 賽季                    | 賽事         | 比賽階段 | 國家     | 俱樂部         | 比分     |
| ----------------------- | ------------ | -------- | -------- | -------------- | -------- |
| 1960–61年歐洲盃賽冠軍盃 | 欧洲优胜者杯 | Q        | 東德     | 法蘭克福第一   | 1–2, 2–0 |
|                         |              | 1/4      | 南斯拉夫 | 薩格勒布戴拿模 | 0–0, 0–2 |